# François Heyndericx
François Joseph Antoine Heyndericx (Gent, 30 november 1778 - Destelbergen, 20 juni 1859) was een Belgisch senator en burgemeester.

## Biografie
François Heyndericx was een zoon van François-Egide Heyndericx en Albertine Le Secq. Hij trouwde in 1806 in Zaffelare met Colette van Laere (1783-1815). Ze kregen twee zoons en een dochter. Een zoon en een dochter trouwden met kinderen van Jacques-Melchior de Volder.
In 1838 werd hij opgenomen in de Belgische adel met de titel van ridder. In 1857 kreeg hij de titel van baron, overdraagbaar bij eerstgeboorte.
Hij was burgemeester van Destelbergen van 1825 tot 1859. In 1835 werd hij katholiek senator voor het arrondissement Gent en vervulde dit mandaat tot in 1848.